# Liste der Baudenkmäler in Haag in Oberbayern
Auf dieser Seite sind die Baudenkmäler in dem oberbayerischen Markt Haag in Oberbayern zusammengestellt. Diese Tabelle ist eine Teilliste der Liste der Baudenkmäler in Bayern. Grundlage ist die Bayerische Denkmalliste, die auf Basis des Bayerischen Denkmalschutzgesetzes vom 1. Oktober 1973 erstmals erstellt wurde und seither durch das Bayerische Landesamt für Denkmalpflege geführt wird. Die folgenden Angaben ersetzen nicht die rechtsverbindliche Auskunft der Denkmalschutzbehörde.

## Ensembles

### Ensemble Markt Haag

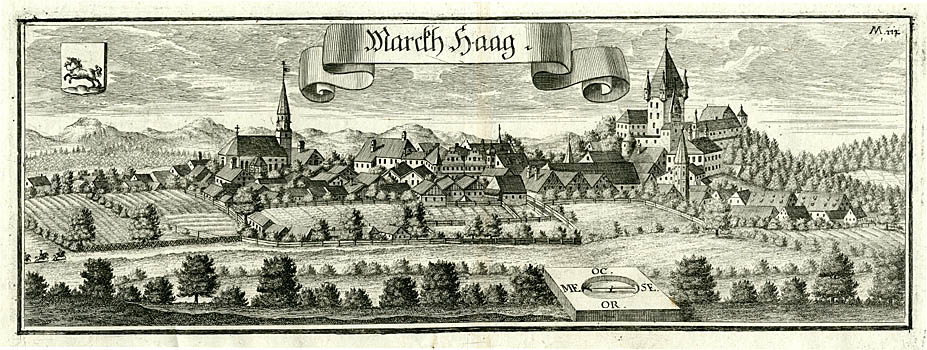

Im Ensemble Haag werden sowohl die charakteristische mittelalterliche bauliche Entfaltung von Burg und Markt als auch die bemerkenswert geschlossene und vom Stil der Maximilianszeit geprägte Neugestaltung des Ortes nach großen Flächenbränden im 19. Jahrhundert, vor allem 1849, anschaulich. 
Auf einem Moränenzug des Inngletschers wurde spätestens im 12. Jahrhundert die Burg Haag begründet. 1245 treten die Herren von Fraunberg als Nachkommen des älteren Ortsadels und als Herrschaftsinhaber auf, die 1245 durch kaiserliches Privileg eigene Gerichtsbarkeit in ihren Besitz und 1436 die Anerkennung ihres etwa 300 Quadratkilometer umfassenden Territoriums als kaiserliches Reichslehen erlangen können. Die ausgedehnte, ehemals bedeutende Burg der Reichsgrafen von Fraunberg zu Haag wurde im Spätmittelalter zu einem Residenzschloss ausgebaut, von dem nach dem weitgehenden Abbruch der Anlage nach 1804 im Wesentlichen neben dem kleinen Schlossturm nur der großartige Bergfried erhalten ist, ein Turm, der den Markt und darüber hinaus die ehemalige, 1566 nach dem Tod des Grafen Ladislaus von Haag an das Herzogtum Bayern gefallene Grafschaft beherrscht und eine einzigartige Landmarke darstellt. 
Nordöstlich am Fuß des Burghügels hatte sich eine Vorburg (Unteres Schloss) entwickelt, weiter nordöstlich, wohl im 13. Jahrhundert, eine Siedlung, die 1324 durch Kaiser Ludwig dem Bayern zum Markt erhoben wurde. Sie ordnete sich dem Zug der alten bedeutenden, den Burgort west-östlich durchlaufenden Straße München-Mühldorf-Österreich zu, der späteren Wiener Poststraße, die hier von einer zweiten wichtigen Straße, Regensburg-Landshut-Wasserburg-Kufstein, gequert wurde. Von den barocken Ausgestaltungen der Burg, die im 17./18. Jahrhundert als kurfürstliches Jagdschloss genutzt wurde, ist bis auf das Löwentor und die zugehörige Brücke nichts erhalten. Auch ist die barocke Gestalt des Beamten-, Handwerker- und Ackerbürgermarktes Haag durch die Brände des 19. Jahrhunderts zerstört worden. 
Umso bemerkenswerter sind die Wiederaufbaumaßnahmen und Neugestaltungen des 19. Jahrhunderts, vor allem nach der Brandkatastrophe von 1849, als 60 Gebäude zerstört wurden. Die Hauptstraße erhielt eine geschlossene Bebauung mit zwei- bis dreigeschossigen verputzten Traufseithäusern, die in Geschoss-, Trauf- und Firsthöhen leicht differieren, so dass ein lebendiger Rhythmus der Fassadenabwicklung entsteht. Eine Reihe von Bauten, vor allem die großen Gasthöfe, ist durch maximilianische oder spätklassizistische Fassadengliederungen ausgezeichnet. Die Eckbauten sind auch nach ihrer
Größenausdehnung besonders hervorgehoben.
Der Schwerpunkt der Hauptstraße liegt beim barocken Marktbrunnen, wo eine breite steile Auffahrt gegen den Marktplatz und den Burgbereich abzweigt.
Der Marktplatz, ein langgestrecktes Rechteck, ist locker von stattlichen Baukörpern, dem ehemaligen Zehentstadel und dem Rathaus (Kernbau 1851, bis 1970 Amtsgericht) im Norden, dem abriegelnden Seitentrakt des ehemaligen Gasthauses Hauptstraße 21 an der östlichen Schmalseite und zwei biedermeierlichen Wohnbauten im Süden eingegrenzt. Die westliche Schmalseite des Platzes bildet – leider durch das Pfarrheim von 1971 beeinträchtigt – das barocke Löwentor, der Zugang zum Burgbereich. Grünanlagen, Kriegerdenkmal und die Gärten an der Südseite gehören zum Bild dieses seit etwa 1850 gestalteten, ehemals von barocken Amtsbauten besetzten Platzes, der von den erhaltenen Türmen der Burg und den im 19. Jahrhundert errichteten großen Instituts- und Schulbauten der ehemaligen Vorburg (Unteres Schloss) überragt wird.
Östlich unterhalb des Marktplatzes ordnen sich rings um die ehemalige Spitalkirche, seit 1804 Pfarrkirche und nach 1849 in neugotischen Formen wiederaufgebaut, schlichte zweigeschossige Putzbauten, darunter das ältere Rathaus, zu einem intimen kleinen Kirchplatz, in den mehrere Gassen einmünden.
Am westlichen Ende der Hauptstraße öffnet sich der durch die historischen Brauereibauten bestimmte Bräuhausplatz hofartig zum Markt. Der Bereich ist Teil der ehemaligen Schlossökonomie. Das östliche Ende der Hauptstraße wird durch die Ausweitung bei der Einmündung der Wasserburger Straße und die dortigen großen Gasthaus-Eckbauten markiert.
Aktennummer: E-1-83-119-1

## Baudenkmäler nach Ortsteilen

### Haag
| Lage                                                                                              | Objekt                                                                | Beschreibung | Akten-Nr.              | Bild           |
| ------------------------------------------------------------------------------------------------- | --------------------------------------------------------------------- | --- | ---------------------- | -------------- |
| Bräuhausplatz 3 (Standort)                                                                        | Brauerei                                                              | um einen Hof geordnete Trakte des 17./18. Jahrhunderts; nordöstlich Sudhaus und Mälzerei, stattlicher geknickter Langtrakt mit Satteldach, Treppengiebel und schweren geböschten Stützpfeilern, wohl 17. Jahrhundert, Treppengiebel 1907; südwestlich ehemalige Schäfflerei, stattlicher zweigeschossiger Satteldachbau mit Aufzugsgaube, wohl 17. Jahrhundert | D-1-83-119-2 Wikidata  | weitere Bilder |
| Bräuhausplatz 3 (Standort)                                                                        | Wohn- und Verwalterhaus                                               | hakenförmig angebauter zweigeschossiger Walmdachtrakt mit langer Gartenfront, wohl 18. Jahrhundert | D-1-83-119-3 Wikidata  | BW             |
| Graf-Ladislaus-Weg 4 (Standort)                                                                   | Wohnhaus                                                              | kleiner traufseitiger Flachsatteldachbau mit verbrettertem Kniestock, bezeichnet 1586, Umbauten Mitte 19. Jahrhundert | D-1-83-119-5 Wikidata  | BW             |
| Graf-Ladislaus-Weg 5; Marktplatz 6; Nähe Marktplatz (Standort)                                    | Wirtschaftsgebäude, ehemals Zehentstadel                              | massiver stattlicher Satteldachbau mit Fledermausgauben, im Kern spätmittelalterlich, Ausbau im 17./18. Jahrhundert | D-1-83-119-40 Wikidata | weitere Bilder |
| Hauptstraße 9 (Standort)                                                                          | Gasthaus Zeller                                                       | stattlicher, zweigeschossiger, dreiflügeliger Walmdacheckbau mit polygonalem Standerkerturm und Ziergliederung im Stil der Maximilianszeit, 1850 ff., im Kern älter | D-1-83-119-7 Wikidata  | weitere Bilder |
| Hauptstraße 20 (Standort)                                                                         | Wohn- und Geschäftshaus                                               | zweigeschossiger biedermeierlicher Traufseitbau mit Satteldach und Konsolgesims, 1850 ff. | D-1-83-119-9 Wikidata  | weitere Bilder |
| Hauptstraße 21 (Standort)                                                                         | Ehemals Gasthof, sogenanntes Keferhaus                                | stattlicher viergeschossiger Satteldachbau mit Konsolfries und zierlichen Dachtürmchen im Stil der Maximilianszeit sowie angeschlossenem Südtrakt, im Kern wohl 17. Jahrhundert, Erdgeschoss und Südtrakt 1860 | D-1-83-119-10 Wikidata | weitere Bilder |
| Hauptstraße 24 (Standort)                                                                         | Wohn- und Geschäftshaus                                               | zweigeschossiger traufseitiger Satteldachbau mit Kniestock und historistischer Fassadengliederung, 1849 | D-1-83-119-11 Wikidata | weitere Bilder |
| Hofgartenstraße 2 (Standort)                                                                      | Gasthaus Hofgarten                                                    | ehemals zweigeschossiger zinnenbekrönter Zwingerturm mit seitlich abknickenden zweigeschossigen Walmdach-Anbauten unter Einbezug der östlichen Zwingermauer, Turm um 1500, Anbauten 18./19. Jahrhundert | D-1-83-119-15 Wikidata | weitere Bilder |
| Kapellenstraße 7 (Standort)                                                                       | Kapelle, ehemals Leprosenhauskapelle                                  | barocker Satteldachbau mit Blendgliederung, 18. Jahrhundert; mit Ausstattung | D-1-83-119-16 Wikidata | BW             |
| Kirchdorfer Straße 5 (Standort)                                                                   | Gerberhaus                                                            | zweigeschossiger Putzbau mit Flachsatteldach, Kniestock bzw. Blockbaukniestock, Steherker und Gerberlaube, im Kern wohl Mitte 18. Jahrhundert | D-1-83-119-17 Wikidata | weitere Bilder |
| Kirchplatz 1 (Standort)                                                                           | Katholische Pfarrkirche Mariä Himmelfahrt                             | neugotischer kreuzrippengewölbter Wandpfeilersaal mit erhöhtem polygonalem Chor und Westturm, im Kern Anfang 16. Jahrhundert, nach Brand 1849 auf Grundlage der ehemals Spitalkirche von 1594 erbaut, ausgestaltet 1877–82; mit Ausstattung | D-1-83-119-20 Wikidata | weitere Bilder |
| Kirchplatz 2 (Standort)                                                                           | Ehemals Amtsgericht und Rathaus                                       | zweigeschossiger biedermeierlicher Satteldachbau mit profiliertem Traufgesims, 1849/51 als Amtsgericht am Ort des ehemaligen Spitals erbaut, 2003/04 umgebaut | D-1-83-119-21 Wikidata | weitere Bilder |
| Nähe Krankenhausstraße 7 (Standort)                                                               | Wegkapelle                                                            | offener barocker Satteldachbau mit Putzgliederung, 18. Jh.; mit Ausstattung | D-1-83-119-22          | BW             |
| Maria-Ward-Straße 1 (Standort)                                                                    | Wohnhaus, ehemals Stallungen                                          | zweigeschossiger Walmdachbau, 19. Jahrhundert, mit teilweise spätmittelalterlicher Nordaußenmauer; Ehemalige Befestigung des Unteren Schlosses, Rest des südlichen Eckturmes samt Befestigungsmauer, spätmittelalterlich | D-1-83-119-25 Wikidata | weitere Bilder |
| Maria-Ward-Straße 2 (Standort)                                                                    | Pfarrhof                                                              | zweigeschossiger biedermeierlicher Traufseitbau mit Flachsatteldach, 1860 auf der baulichen Grundlage spätmittelalterlicher Stallungen und der ehemals Fronfeste des 17./18. Jahrhunderts erbaut, mit nördlichem Eckturm der ehemals Befestigung des Unteren Schlosses und der Befestigungsmauer, spätmittelalterlich | D-1-83-119-26 Wikidata | weitere Bilder |
| Maria-Ward-Straße 3 (Standort)                                                                    | Steinreliefs des hl. Stephanus und der Maria mit Kind                 | wohl 16. Jahrhundert; an der Fassade | D-1-83-119-27 Wikidata | BW             |
| Maria-Ward-Straße 4 (Standort)                                                                    | Wohnhaus                                                              | zweigeschossiger traufseitiger Flachsatteldachbau, wohl 1860 auf baulicher Grundlage spätmittelalterlicher Stallungen errichtet, mit nördlichem Turm der ehemals Befestigung des Unteren Schlosses und der Befestigungsmauer, spätmittelalterlich | D-1-83-119-28 Wikidata | weitere Bilder |
| Maria-Ward-Straße 6; Maria-Ward-Straße 8 (Standort)                                               | Ehemals Schulhaus                                                     | viergeschossiger mächtiger Flachwalmdachbau mit Kniestock, um 1860, auf baulicher Grundlage eines spätmittelalterlichen Gebäudes errichtet mit Resten eines Zwingerturmes, um 1500 | D-1-83-119-29 Wikidata | weitere Bilder |
| Maria-Ward-Straße 10; Nähe Graf-Ladislaus-Weg; Nähe Schloßturm; Nähe Maria-Ward-Straße (Standort) | Ehemals Schloss Haag (sogenanntes Oberes Schloss)                     | ausgedehnte Burganlage, wohl im 12. Jahrhundert begründet, im 16. Jahrhundert zur Residenz ausgebaut, 1804 bis auf Reste abgebrochen; Bergfried, siebengeschossiger mächtiger Turm über quadratischem Grundriss mit Helm und Erkertürmchen, 1. bis 3. Geschoss um 1000, 4. bis 6. Geschoss um 1250, 7. Geschoss und Walmdach, Unterbau 12./13. Jahrhundert, Aufbau Ende 15. Jahrhundert; Freitreppe, östlich vorgelegte Treppe aus Granit zum Torturm, erneuert im 19. Jahrhundert; Innerer reduzierter Mauerbering, 12./13. Jahrhundert; südöstlich Rest des Zwingers, mit Zwingermauer und -turmresten, um 1500, vgl. Hofgartenstraße 2 und Maria-Ward-Straße 12; Vorburgrest, sogenannt Grafenstock, spätmittelalterlich, ausgebaut 1908 und 1979 für die Wasserversorgung | D-1-83-119-30 Wikidata | weitere Bilder |
| Maria-Ward-Straße 12 (Standort)                                                                   | Ehemals Institut der Englischen Fräulein                              | viergeschossiger neuklassizistischer Bau mit flachem Walmdach und übergiebeltem Mittelrisalit, 1864 erbaut, 1889 und 1895 erweitert, auf Grundlage der sogenannten Dürnitz des ehemaligen Unteren Schlosses des 15. Jahrhunderts; südlich anschließend Zwingermauer und zwei Zwingertürme, um 1500 | D-1-83-119-31 Wikidata | weitere Bilder |
| Maria-Ward-Straße 18 (Standort)                                                                   | Ehemals Haus des gräflichen Hundskochs                                | Wohnhaus, erdgeschossiger traufseitiger Satteldachbau mit weitem Greddach, letztes Viertel 17. Jahrhundert, vor 1813 nach Süden verlängert, sogenanntes Sommerhaus vor 1855 angebaut | D-1-83-119-32 Wikidata | weitere Bilder |
| Maria-Ward-Straße 22; Maria-Ward-Straße 20 (Standort)                                             | Friedhofskirche                                                       | historistischer kreuzgratgewölbter Saalbau mit Lourdesgrotte und Dachreiter, 1830, neugotischer Ausbau 1890; mit Ausstattung; Friedhofsanlage, um 1830, mit Grabdenkmälern des späten 19. bis frühen 20. Jahrhunderts | D-1-83-119-33 Wikidata | weitere Bilder |
| Maria-Ward-Straße 24 (Standort)                                                                   | Ehemals Institut der Englischen Fräulein, heute Maria-Ward-Realschule | viergeschossiger neubarocker Monumentalbau mit Mansardwalmdach und übergiebeltem Mittelrisalit, nach Plänen von Schwarzenbeck, 1928; nordseitig angebaute Hauskapelle, Saalbau mit eingezogenem Chor und gerundeter Apsis, 18.–20. Jahrhundert; mit Ausstattung; Lourdesgrotte aus Tuffsteinen im Garten, um 1928 | D-1-83-119-34 Wikidata | weitere Bilder |
| Marktplatz (Standort)                                                                             | Marktbrunnen                                                          | quadratischer barocker Brunnentrog mit Mittelsäule in Marmor, bezeichnet 1659, 1749, 1784, 1847 | D-1-83-119-13 Wikidata | weitere Bilder |
| Marktplatz 2 (Standort)                                                                           | Wohnhaus                                                              | zweigeschossiger biedermeierlicher Walmdachbau mit Putzgliederung, wohl nach 1849 | D-1-83-119-36 Wikidata | weitere Bilder |
| Marktplatz 3 (Standort)                                                                           | Wohnhaus, sogenanntes Arzthaus                                        | zweigeschossiger biedermeierlicher Walmdachbau mit Stuckgliederung und schmiedeeisernem Dachbalkongeländer, wohl nach 1849. bzw. dreigeschossiger Flachsatteldachbau mit Putzdekor und traufseitigen Balkonen, um 1865, westlich angeschlossen zweigeschossiger einfacher Satteldachbau, 18./19. Jahrhundert | D-1-83-119-37 Wikidata | weitere Bilder |
| Marktplatz 4 (Standort)                                                                           | Ehemaliges Jägerhaus                                                  | hakenförmiges Anwesen; östliches Wohnhaus, zwei- bzw. dreigeschossiger Flachsatteldachbau mit Putzdekor und traufseitigen Balkonen, um 1865, westlich angeschlossen zweigeschossiger einfacher Satteldachbau, 18./19. Jh. | D-1-83-119-38          | BW             |
| Marktplatz 5 (Standort)                                                                           | Schlossgraben                                                         | mit Stützmauer, spätmittelalterlich und 17./18. Jahrhundert | D-1-83-119-39 Wikidata | BW             |
| Marktplatz 5; Nähe Hofgartenstraße; Nähe Marktplatz (Standort)                                    | Brückentor, sogenanntes Löwentor                                      | barocke Toranlage als Zugang zum Unteren Schloss mit Torpfeilern und schmiedeeisernen Flügeln, bezeichnet 1762; Brücke, dreibogig in Ziegelbauweise über Natursteinpfeilern mit Brüstungsmauer und zwei Portallöwen, 1752; Rest des Schlossgrabens, ehemals Tiergarten, Anlage wohl mittelalterlich, mit Stützmauern des 17./18. Jahrhunderts | D-1-83-119-24 Wikidata | weitere Bilder |
| Marktplatz 7 (Standort)                                                                           | Ehemals Amtsgericht, heute Rathaus                                    | dreigeschossiger freistehender Walmdachbau mit Putzgliederung, Zwerchhaus und schräg stehendem Standerker, im Kern 1851 | D-1-83-119-66 Wikidata | weitere Bilder |
| Mühldorfer Straße 2; Mühldorfer Straße 2a (Standort)                                              | Gasthof Schex                                                         | zweigeschossiger, zweiflügeliger, biedermeierlicher Walmdach-Eckbau mit Putzgliederungen, um 1850/55, im Kern älter | D-1-83-119-42 Wikidata | weitere Bilder |
| Mühldorfer Straße 16 (Standort)                                                                   | Kapelle, sogenannte Wieskapelle                                       | kleiner barocker Satteldachbau, 17./18. Jahrhundert, Ende 19. Jahrhundert überarbeitet; mit Ausstattung | D-1-83-119-43 Wikidata | weitere Bilder |
| Mühldorfer Straße 19 (Standort)                                                                   | Wohnhaus                                                              | zweigeschossiger barocker Mansarddachbau mit übergiebeltem Mittelrisalit und Lisenengliederung, um 1800, (dendrochronologisch datiert 1788–1791) | D-1-83-119-44 Wikidata | weitere Bilder |
| Mühldorfer Straße 23 (Standort)                                                                   | Ehemals Bauernhaus                                                    | zweigeschossiger Satteldachbau mit hohem Kniestock, Putzgliederung, Spion und Empire-Haustür, 1825 | D-1-83-119-46 Wikidata | weitere Bilder |
| Münchener Straße 1 (Standort)                                                                     | Wohn- und Geschäftshaus                                               | zweigeschossiger freistehender Flachsatteldachbau mit Kniestock, kräftiger Neurenaissance-Putzgliederung und eisernem Balkon, um 1900. Putzgliederung, 18. Jahrhundert; mit Ausstattung | D-1-83-119-48 Wikidata | weitere Bilder |
| Oberwallnerweg 1; Nähe Pettenbeckweg (Standort)                                                   | Villa                                                                 | zweigeschossiger Flachsatteldachbau mit Kniestock im historisierenden Landhausstil mit erhöhtem Zwerchgiebel, Balusterbalkonen und Putzgliederung, 1897; Wegkreuz, gusseisern, 1900 | D-1-83-119-49 Wikidata | BW             |
| Wasserburger Straße 28; Nähe Gabelsbergerstraße (Standort)                                        | Ehemals Gefängnis, jetzt Amtsgericht                                  | zweigeschossiger Walmdachbau in Neurenaissanceformen mit reicher Putzgliederung und giebelbekröntem Mittelrisalit, 1903; mit Einfriedung, gleichzeitig | D-1-83-119-52 Wikidata | BW             |

### Aicha
| Lage               | Objekt | Beschreibung | Akten-Nr.              | Bild |
| ------------------ | ------ | --- | ---------------------- | ---- |
| Aicha 3 (Standort) | Stadel | Bundwerkstadel mit flachem Satteldach, Riegelwand und teilweise massivem Erdgeschoss, 2. Viertel 19. Jahrhundert | D-1-83-119-53 Wikidata | BW   |

### Bichl
| Lage                | Objekt     | Beschreibung                                                  | Akten-Nr.              | Bild |
| ------------------- | ---------- | ------------------------------------------------------------- | ---------------------- | ---- |
| Bichl 10 (Standort) | Hofkapelle | kleiner Satteldachbau mit Lourdesgrotte, Ende 19. Jahrhundert | D-1-83-119-54 Wikidata | BW   |

### Neuberg
| Lage                 | Objekt        | Beschreibung | Akten-Nr.              | Bild |
| -------------------- | ------------- | --- | ---------------------- | ---- |
| Neuberg 7 (Standort) | Wohnstallhaus | zweigeschossiger ziegelsichtiger Flachsatteldachbau mit Kniestock, bezeichnet 1861; südlich Stadel, paralleler Flachsatteldachstadel mit Bundwerk und massivem, ziegelsichtigen Sockelgeschoss, um 1861 | D-1-83-119-55 Wikidata | BW   |

### Oberndorf
| Lage                                                 | Objekt                                   | Beschreibung | Akten-Nr.              | Bild                                     |
| ---------------------------------------------------- | ---------------------------------------- | --- | ---------------------- | ---------------------------------------- |
| Dorfplatz 1 (Standort)                               | Katholische Filialkirche Sankt Katharina | neugotischer kreuzrippengewölbter Saalbau mit eingezogenem, gerade geschlossenem Chor und Westturm, 1867, wohl auf älterer Grundlage; mit Ausstattung               | D-1-83-119-56 Wikidata | Katholische Filialkirche Sankt Katharina |
| Pyramooser Straße 9; Pyramooser Straße 11 (Standort) | Wohnstallhaus                            | zweigeschossiger Flachsatteldachbau mit Blockbaukniestock, traufseitigem Balkon und Bundwerk am Wirtschaftsteil, Mitte 19. Jahrhundert                              | D-1-83-119-58 Wikidata | BW                                       |
| Pyramooser Straße 22 (Standort)                      | Wohnstallhaus                            | zweigeschossiger putzgegliederter Flachsatteldachbau mit Blockbau-Kniestock, traufseitigem Balkon, Giebelmalereien und Bundwerk am Wirtschaftsteil, bezeichnet 1848 | D-1-83-119-59 Wikidata | BW                                       |

### Rain
| Lage              | Objekt | Beschreibung | Akten-Nr.              | Bild |
| ----------------- | ------ | --- | ---------------------- | ---- |
| Rain 7 (Standort) | Stadel | großer Flachsatteldachstadel mit teilweise massiv ausgemauertem Sockelgeschoss, Bundwerk und Riegelwand, 2. Viertel 19. Jahrhundert | D-1-83-119-60 Wikidata | BW   |

### Sandgrub
| Lage                  | Objekt | Beschreibung                                                                        | Akten-Nr.              | Bild |
| --------------------- | ------ | ----------------------------------------------------------------------------------- | ---------------------- | ---- |
| Sandgrub 1 (Standort) | Stadel | Querstadel mit Satteldach, Bundwerk und massivem Erdgeschoss, Mitte 19. Jahrhundert | D-1-83-119-62 Wikidata | BW   |

### Winden
| Lage                     | Objekt                               | Beschreibung                                                                                               | Akten-Nr.              | Bild |
| ------------------------ | ------------------------------------ | --- | ---------------------- | ---- |
| Brunnwiesen (Standort)   | Kapelle                              | kleiner neugotischer Satteldachbau mit Putzgliederung, 19. Jahrhundert                                     | D-1-83-119-64 Wikidata | BW   |
| Dorfstraße 16 (Standort) | Katholische Filialkirche Sankt Jakob | barocker Saalbau mit polygonalem Chor und Westturm, 18. Jahrhundert, Turm 19. Jahrhundert; mit Ausstattung | D-1-83-119-63 Wikidata | BW   |